# Río Cato
El río Cato (del mapudungún: katün ‘cortado’) es un curso natural de agua que nace cerca de los nevados de Chillán y desemboca en el río Ñuble en la Región del Ñuble. En sus orígenes contiene aguas termales y minerales.

## Trayecto
El río Cato nace entre los cerros antepuestos a los Nevados de Chillán y fluye con su caudal por el Valle Central en dirección oeste. Recibe las aguas del río Niblinto, nacido de la ladera oeste de los Nevados de Chillán, del estero Bustamante por la derecha y del Coihueco y Culenar por la izquierda. Entrega sus aguas al río Ñuble cerca de Villa Illinois.

## Caudal y régimen
El río Cato posee una estación fluviométrica ubicada poco antes de su junta con el río Ñuble, a 123 m s. n. m. El resultado de las mediciones muestra un régimen pluvial, con sus mayores crecidas en meses de invierno, producto de lluvias. Los años lluviosos los mayores flujos de agua se presentan entre junio y agosto, producto de lluvias invernales, mientras que los menores ocurren entre enero y marzo, período en que se observan severos estiajes. Por el contrario, 
durante los años secos los mayores caudales ocurren entre junio y septiembre, mientras que los menores se extienden entre diciembre y mayo.: 44–45 

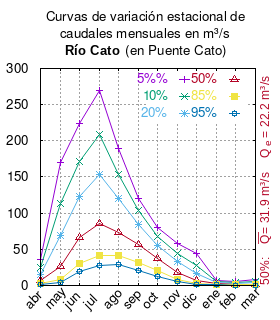
Curvas de variación estacional del río Cato en puente Cato.

El caudal del río (en un lugar fijo) varía en el tiempo, por lo que existen varias formas de representarlo. Una de ellas son las curvas de variación estacional que, tras largos periodos de mediciones, predicen estadísticamente el caudal mínimo que lleva el río con una probabilidad dada, llamada probabilidad de excedencia. La curva de color rojo ocre (con {\displaystyle {\color {Red}\vartriangle }}) muestra los caudales mensuales con probabilidad de excedencia de un 50%. Esto quiere decir que ese mes se han medido igual cantidad de caudales mayores que caudales menores a esa cantidad. Eso es la mediana (estadística), que se denota Qe, de la serie de caudales de ese mes. La media (estadística) es el promedio matemático de los caudales de ese mes y se denota {\displaystyle {\overline {Q}}}. 
Una vez calculados para cada mes, ambos valores son calculados para todo el año y pueden ser leídos en la columna vertical al lado derecho del diagrama. El significado de la probabilidad de excedencia del 5% es que, estadísticamente, el caudal es mayor solo una vez cada 20 años, el de 10% una vez cada 10 años, el de 20% una vez cada 5 años, el de 85% quince veces cada 16 años y la de 95% diecisiete veces cada 18 años. Dicho de otra forma, el 5% es el caudal de años extremadamente lluviosos, el 95% es el caudal de años extremadamente secos. De la estación de las crecidas puede deducirse si el caudal depende de las lluvias (mayo-julio) o del derretimiento de las nieves (septiembre-enero).

## Historia
Recaredo Santos Tornero los describe en "Chile Ilustrado" de 1872:: 444 
Aguas de cato: a unas 15 o 20 leguas al sur de Panimávida i en una situación análoga al pie de los Andes, se hallan las aguas minerales de Cato, de naturaleza mui parecida a la de las anteriores i de composicion casi idéntica. Estas aguas brotan en medio de la arenisca que caracteriza los terrenos terciarios del sur de Chile, i es la única que se conoce, cuyo oríjen se encuentre en esa clase de terreno. El agua forma tres manantiales cuya temperatura es: en el primero, llamado pozo del anjel, de 36° ; en ei segundo, llamado Pozo de San Juan de Dios, de 34°, i en el tercero, de 33° 4. En los pozos se desarrolla el gas azoe casi puro. Esta agua  es notable por la escasa cal que contiene. Aun no se ha formado en estos manantiales ningun establecimiento para enfermos, pero como son de fácil acceso, no pasará mucho tiempo sin que sean esplotados convenientemente.
Francisco Astaburuaga escribió en 1899 en su obra póstuma Diccionario geográfico de la República de Chile sobre el río:
Cato.-—Río de mediocre caudal y curso del departamento de Chillán. Procede de un serrijón contiguo á la base noroeste del Nevado de Chillán, y corre hacia el O. á vaciar en la orilla sur del Nuble, poco más arriba del pasaje de este río en el camino público de la ciudad de San Carlos á la de Chillán. Recibe varios pequeños afluentes, como los riachuelos Bustamante y Bureo, por el lado norte, y los de Niblinto, Coihueco y Culenar, por el del sur. En sus riberas se halla un fundo de su título y otros. Su nombre viene de las palabras ca, otro, y te, propiedad; es decir, pertenencia de otro.
Luis Risopatrón lo describe en su Diccionario Jeográfico de Chile de 1924:: 160 
Cato (Rio) 36° 35' 71° 50'. Es de mediocre caudal i curso i procede de un serrijón contiguo al estremo NW de los nevados de Chillan, en cuyos oríjenes se encuentran las aguas minerales de aquel nombre, con 33° a 36° C de temperatura; corre hácia el W, a vaciar sus aguas en la orilla S del rio Ñuble, poco mas arriba del pasaje de este rio, en el camino público de San Carlos a Chillan. 10, p. 231 (Juan de Ojeda, 1803); 61, 1850, p. 277; 62, I, p. 241; 66, p. 25 i 246; 155, p. 136; i 156.